# دولت نخست جمهوری اسلامی ایران
دولت اول جمهوری اسلامی ایران نخستین دولت در ایران بعد از انقلاب ۱۳۵۷ می‌باشد که با آراء مستقیم مردم ایران انتخاب شده‌است. در پی انتخابات ریاست‌جمهوری ایران (۱۳۵۸)، ابوالحسن بنی‌صدر به عنوان نخستین رئیس‌جمهور منتخب ایران انتخاب شد. این دولت در روز دوشنبه ۱۵ بهمن ۱۳۵۸ شروع به کار کرد و در ۳۱ خرداد ۱۳۶۰ توسط مجلس شورای اسلامی منحل شد. از جمله رویدادهای مهم در این دولت می‌توان به شروع جنگ ایران و عراق، رویدادهای ۱۴ اسفند ۱۳۵۹ و تظاهرات ۳۰ خرداد ۱۳۶۰ اشاره کرد.

## اختلاف رئیس‌جمهور و نخست‌وزیر
در این دولت اختلافات رئیس‌جمهور و نخست‌وزیر بیشتر از هر دولت دیگری بوده‌است. بعد از انتخاب بنی‌صدر به مقام ریاست‌جمهوری، وی قصد داشت سید احمد خمینی را برای تصدی نخست وزیری معرفی کند، که مخالفت آیت الله خمینی مانع از تحقق این امر شد. پس از آن مجلس شورای اسلامی وقت نیز گزینه‌های بعدی بنی صدر برای سمت نخست‌وزیری، یعنی مصطفی میرسلیم و علی اکبر ولایتی را نپذیرفت و بعد از رایزنی‌ها، زمانی که محمدعلی رجایی برای تصدی پست نخست‌وزیری مطرح شد، اینبار نوبت بنی‌صدر بود که از همکاری با وی امتناع کند. بنی‌صدر تحمیل رجایی از جانب مجلس را نمی‌توانست بپذیرد ولی از آنجا که اختیار قانونی‌ای بیش از این برای رییس جمهور وجود نداشت، در نهایت مجبور شد به انتخاب مجلس وقت تن دهد. رجایی در جلسه انتخاب به عنوان نخست‌وزیر، خود را اینگونه معرفی کرد: «من مقلد امام، فرزند مجلس و برادر رئیس جمهور.» بعد از پذیرش رجایی اختلافات شدت گرفت. از جمله این اختلافات می‌توان به نپذیرفتن وزرای پیشنهادی از جانب بنی‌صدر اشاره کرد؛ محسن نوربخش، علی‌اکبر پرورش و احمد توکلی ۳ گزینهٔ پیشنهادی رجایی بودند که بنی‌صدر آن‌ها را نپذیرفت، ضمن اینکه میرحسین موسوی نیز با پافشاری نمایندگان مجلس به کابینه بنی‌صدر راه یافت. اخلاف دیدگاه لیبرالی بنی‌صدر با دیدگاه اسلامی/انقلابی رجایی موجب شد ۸ وزارتخانهٔ حساس دولت تا ماه‌ها بدون وزیر به فعالیت ادامه دهند.
اولین جلسه رسمی هیئت دولت اول جمهوری اسلامی ایران در ۱۹ شهریور ۱۳۵۹ با حضور ۱۴ وزیر مورد تأیید مجلس برگزار شد. وزیران سایر وزارتخانه‌ها نیز به تدریج تا ۱۴ تیر ۱۳۶۰ انتخاب شدند. در این میان نبود توافق بر سر انتخاب وزیر امور خارجه بیش از فقدان سایر وزیران به جایگاه دولت در عرصه بین‌المللی ضربه زد. به خصوص در موضوع اشغال سفارت آمریکا که نقش مذاکره‌کننده با طرف آمریکایی را می‌بایست وزیر مزبور عهده‌دار می‌شد.

## یادداشت
1. ↑  محمد هاشمی رفسنجانی، معاون سیاسی نخست‌وزیر، به عنوان قائم‌مقام نخست‌وزیر در وزارت‌خانه منصوب شد.